# Правило Кайєте — Матіаса
Правило Кайєте — Матіаса (англ. law Cailletet and Mathias) — правило середньої густини — середнє арифметичне значення густин рідини та її насиченої пари є лінійною функцією температури. Точка перетину цієї прямої з кривою залежності густини рідини й насиченої пари від температури визначає густину цієї речовини в критичному стані.